# 10241 Miličević
(10241) Miličević, denumire internațională (10241) Milicevic, este un asteroid din centura principală de asteroizi.

## Descriere
10241 Miličević este un asteroid din centura principală de asteroizi. A fost descoperit pe 9 ianuarie 1999 la Visnjan de Korado Korlević. Asteroidul prezintă o orbită caracterizată de o semiaxă mare de 3,06 ua, o excentricitate de 0,16 și o înclinație de 1,6° în raport cu ecliptica.